# Hotel Imperial (Japón)

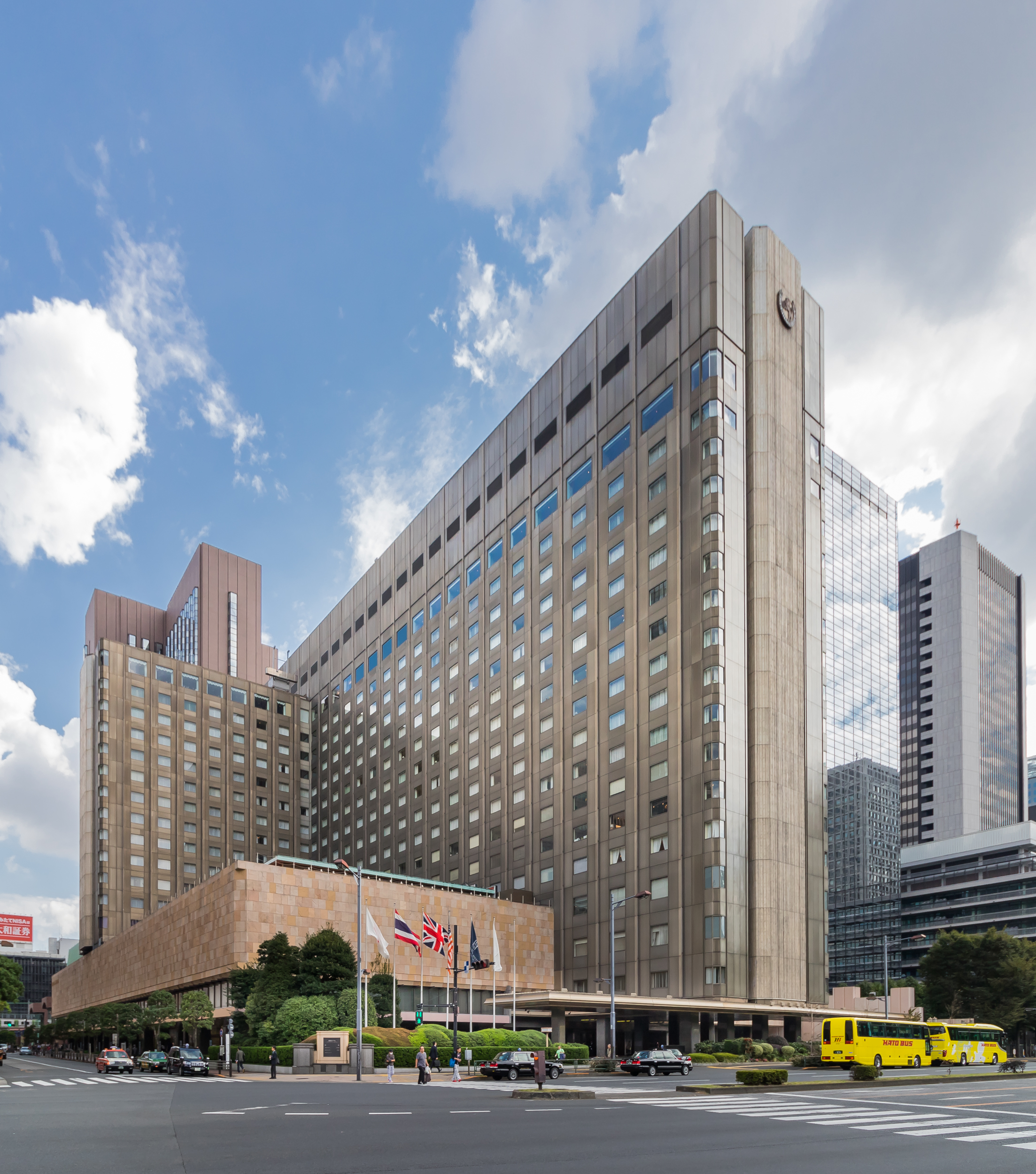
El Hotel Imperial en Tokio.

El Hotel Imperial es un hotel en Uchisaiwai-cho, Chiyoda-ku, Tokio. El operador es Imperial Hotel Corporation. Además de Tokio, está ubicado en Osaka, Kamikochi.
Es uno de los principales hoteles de lujo en Japón y a veces se lo llama "(Hotel) Gotenba" en el Hotel Okura, New Otani.

## Historia

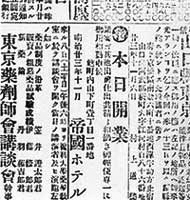
El Imperial Hotel abrió sus puertas para informar a"la tōkyō nichinichi shinbun periódico y otros medios de comunicación"de la publicidad

El Hotel Imperial se estableció el 3 de noviembre de 1890 en Meiji 23 se inauguró al día 7 Kaoru Inoue prefiere a dos personas estrechamente relacionadas con el vecino Rokkousan, dos personas Eiichi Shibusawa y Kihachiro Okura, 1888 Meiji 21 Limited Liability Empire Hotel (sociedad de responsabilidad limitada establecida inicialmente en Tokio)
La Gestión directamente desde Shibusawa a Okura, y a su muerte fue entregada al hijo mayor, Okura Kishichiro. Sin embargo, después de la guerra, Kishitoro se involucró en la oficina pública y liberó a la familia Ookura por la disolución del zaibatsu. En lugar de eso, "Kings of the Northern Cigarette" que recibió una gran ayuda financiera de Shoichi Nagata en el festival de Tokio Kanai Hiroto adquiere gran parte de las acciones en 1953 y se convierte en el presidente.
Después de la muerte de Kanai de 1977 (Showa 52), todas sus acciones de propiedad fueron transferidas al negocio internacional de Kenji Ozano. En 2004 (2004), la empresa internacional fue adquirida por el Cerberus Fund, pero en octubre de 2007 la mayoría de las acciones del International Embossed Empire Hotel se vendieron a Mitsui Fudosan, y ahora Mitsui Fudosan Se convirtió en el mayor accionista con aproximadamente el 33%. 

### El primer Hotel Imperial
- Watanabe transferencia de diseño
- Hormigón armado y hormigón de ladrillo, 3 plantas sobre el suelo (5 ° piso en el edificio central), 1 sótano en el sótano, número de habitaciones 270.
- Fue completado en 1923 (Taisho 12 años). 1968 (Showa 43) Desmantelado para la construcción del nuevo edificio principal.

Desde alrededor de 1914 (tercer año de Taisho), Hayashi Hayashi, que era el gerente general de la época, consultó con el arquitecto estadounidense Frank Lloyd Wright y el diseño del nuevo edificio, contratado en 1916 (Taisho 5 años) Atado Al día siguiente, en 1917 (Taisho sexto año), Wright llegó a Japón, y en 1919 (Taisho 8), septiembre, comenzó la construcción, supervisada por Antonin Raymond. Desde la piedra que se utilizará hasta la selección de la madera utilizada para los muebles, la luz llegó a esto con un sistema de gestión completo.
Un gran hotel como un águila desplegando alas tiene una estructura en la que 10 bloques están unidos por juntas de expansión y esto le da flexibilidad a todo el edificio e incluso si hay algún colapso, Hubo un mecanismo que no ejerció un efecto acumulativo. Además, como el hotel de gran escala, era la primera vez en el mundo que adoptaba la calefacción de vapor en todo el edificio, ya que se diseñó teniendo en cuenta la protección contra incendios y a prueba de terremotos. 

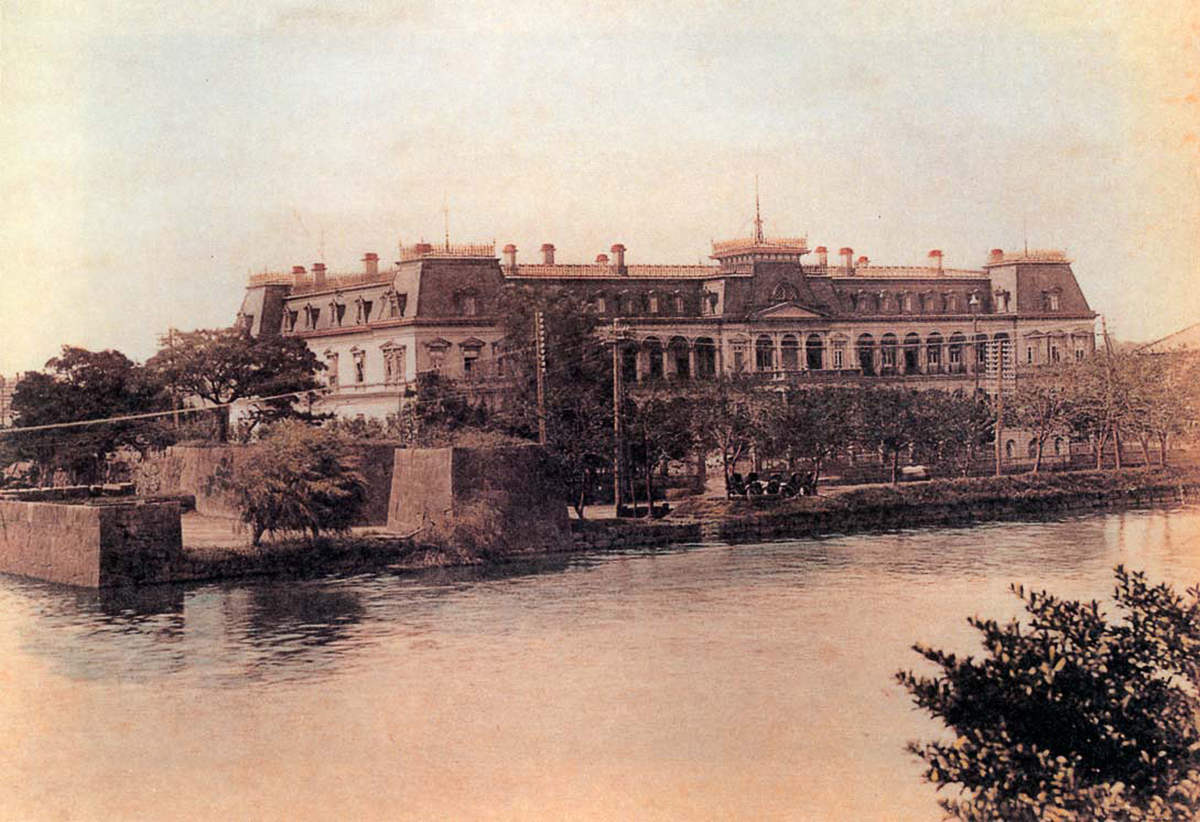
El primer Hotel Imperial

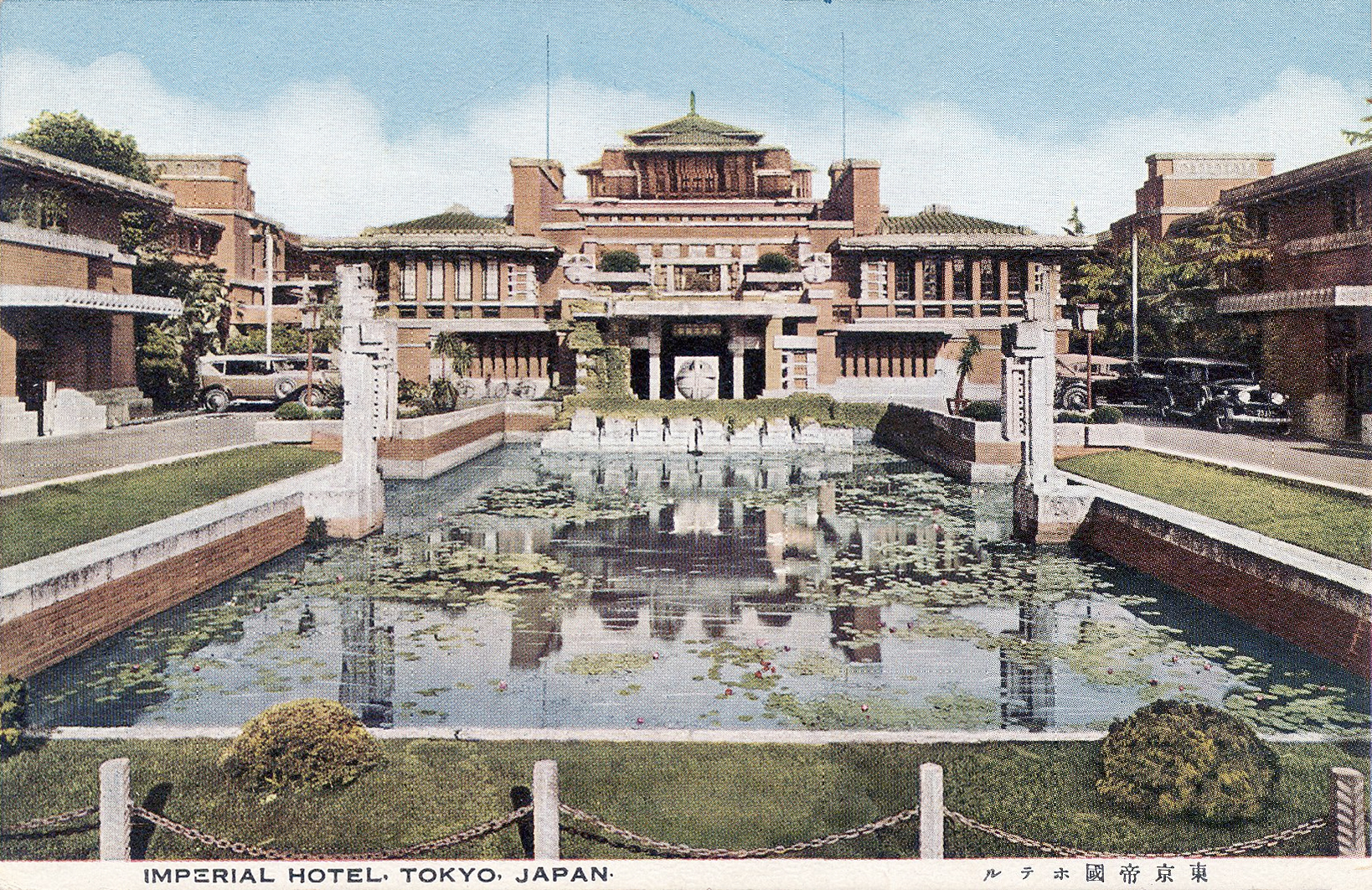
El frente desde el porche y el estanque

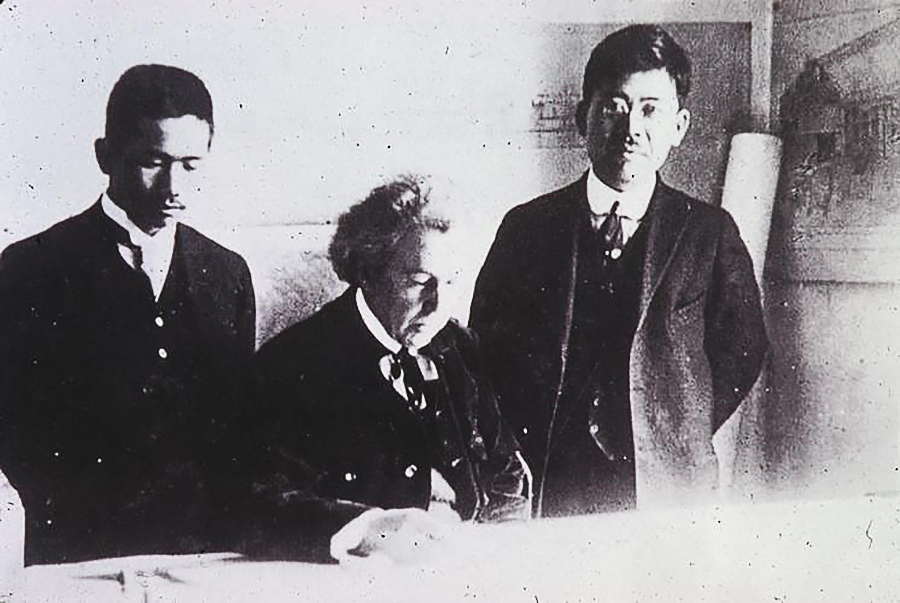
Desde la izquierda, 遠藤新, Frank Lloyd Wright, Lin amor

Sin embargo, tal perfeccionismo causó un presupuesto significativo por encima del presupuesto. Aunque la luz apenas continuaba el comando de la construcción con apenas amistad con el bosque, pero en abril de 1922 (Taisho 11) en abril, cuando el primer hotel del imperio adyacente se quemó por completo de la falla de encendido, la finalización del nuevo edificio es Se convirtió en un asunto urgente, y las colisiones entre la luz que repetían el cambio de diseño y el equipo de gestión se volvieron inevitables. Además, como el presupuesto inicial de 1.5 millones de yenes aumentó a 6 millones de veces 9 millones de yenes, Hayashi renunció a la responsabilidad del gerente general, Wright también dejó el día sin ver la finalización de este hotel que estaba vertiendo en el espíritu (en julio del mismo año). El hotel reinició su operación utilizando parte de la parte completa. 
La construcción del hotel continuó incluso bajo el mando de Endo New, quien fue el más discípulo de Wright en Japón. Un año después, en 1923 (Taisho 12) en julio, después de cuatro años desde el comienzo de la construcción, se completó el edificio principal de Wright. La ceremonia de apertura se llevó a cabo el 1 de septiembre, pero ya era hora de que el terremoto de Kanto afectara a Tokio y estuviera ocupado preparando la fiesta. Mientras que muchos edificios en los alrededores fueron destruidos o golpeados por un incendio, el Hotel Imperial en Wright, que mostraba un pensamiento casi indemne e inalterado con pequeños daños, ha atraído la atención de la gente. La luz dijo que estaba loco por saber esto en dos cartas de Endo. 
En el ataque aéreo en Tokio del 10 al 11 de marzo de 1945, muchas bombas incendiarias cayeron desde la parte central del edificio principal hasta el ala sur, durante el pavo real, el lugar de entretenimiento, etc., y el agotamiento superó el 40% del área total Él sufrió un gran daño. Al final de la guerra, GHQ se hizo cargo del Hotel Imperial, donde se realizaron y restauraron trabajos de restauración a gran escala. 
Junto con el hecho de que los extranjeros que visitaron Japón después de la ocupación terminaron de aumentar nuevamente, en 1954 (Showa 29) la parte trasera del edificio principal de la luz (actualmente el sitio donde se construyó la Torre Imperial) El nuevo edificio se completó, y en 1958 (Showa 33), se completó un segundo edificio nuevo con 10 pisos sobre el suelo, 5 pisos por debajo del suelo y 450 habitaciones. En respuesta a esto, en 1964 se anunció que el edificio principal de la luz se demolió y se construyó un nuevo edificio principal con estructura de hormigón armado, 17 plantas sobre el suelo, 3 plantas bajo tierra, y 772 habitaciones en el sitio de la luz . 
Aunque una campaña de oposición masiva apelando a la supervivencia de este hotel que sufrió tanto el desastre del terremoto como los ataques aéreos ocurridos, el edificio principal tuvo problemas de envejecimiento, como la inclinación del pilar debido al hundimiento del suelo y las fugas, El número de habitaciones de un gran edificio que ocupa la ubicación principal del centro de la ciudad no fue mencionado solo 270.
La nueva ala de Wright se cerró en 1967 (Showa 42) y fue demolida en la primavera siguiente. El nuevo edificio principal con un aspecto moderno construido en el sitio se completó en el mismo año, de acuerdo con la apertura de la Exposición Mundial de Japón en 1970 (Showa 45). 
"El edificio principal del Hotel Imperial del diseño de la luz", como la "sala de luz", ha estado viviendo en la memoria de las personas. La parte de la entrada de la casa de luces se re ubicó en el museo Meiji (ciudad de Inuyama, prefectura de Aichi) en el transcurso de más de diez años, y es posible recordar los aspectos del día de la existencia, incluso hoy en día. Además, Tobu World Square (ciudad de Nikko, prefectura de Tochigi) reproduce la vista completa del faro en un día con una miniatura de 1/25 del tamaño real. En abril de 2005, la "Suite Frank Lloyd Wright" recientemente establecida en "Piso Imperial" en el piso 14 del nuevo edificio principal es un diseño de estilo Maya único Y fielmente la decoración interior y el mobiliario reproducidos que se reunieron en un estilo único para las luces. 

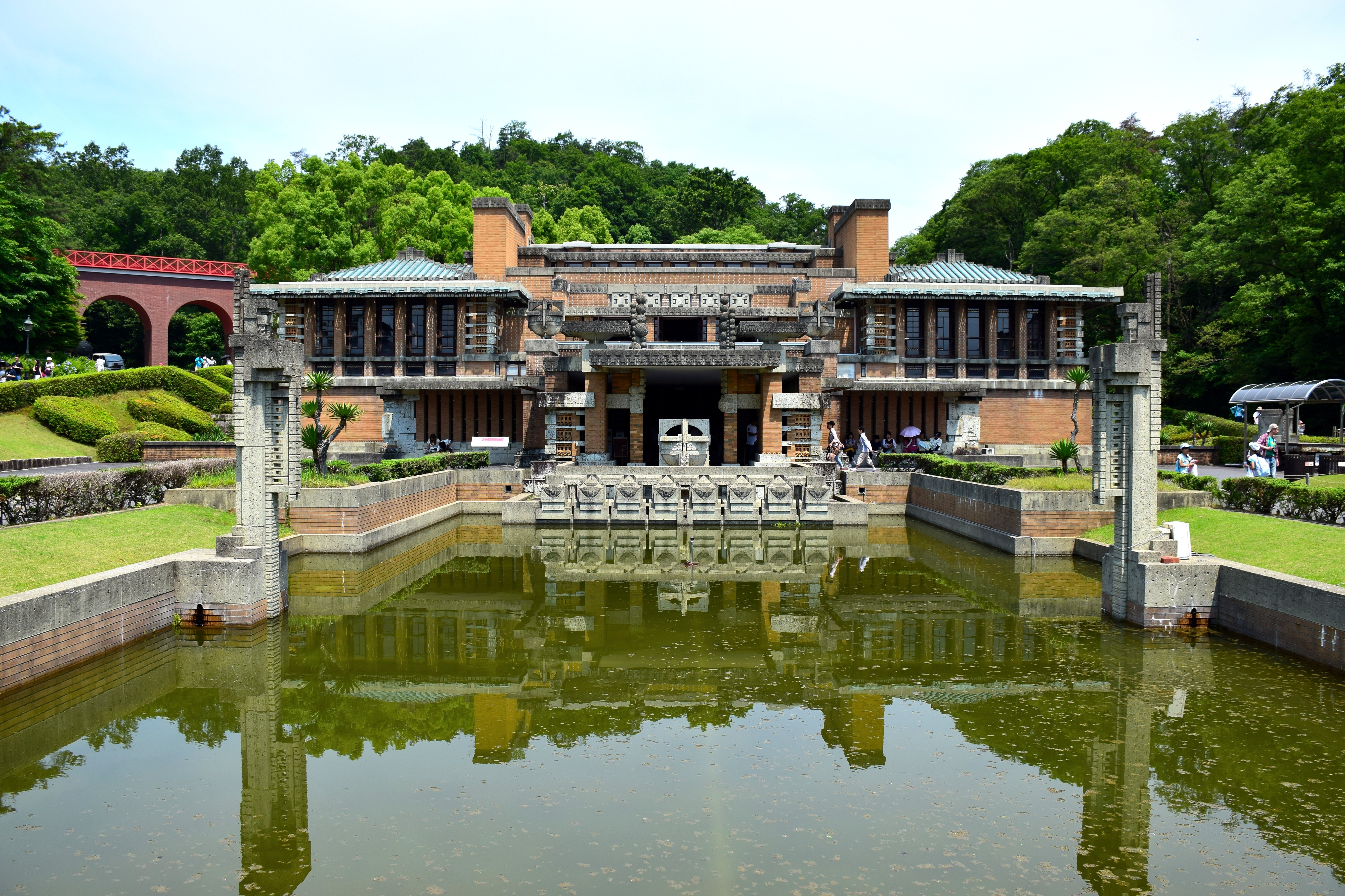
Ella fue trasladada a la reconstrucción de entrada parte de la

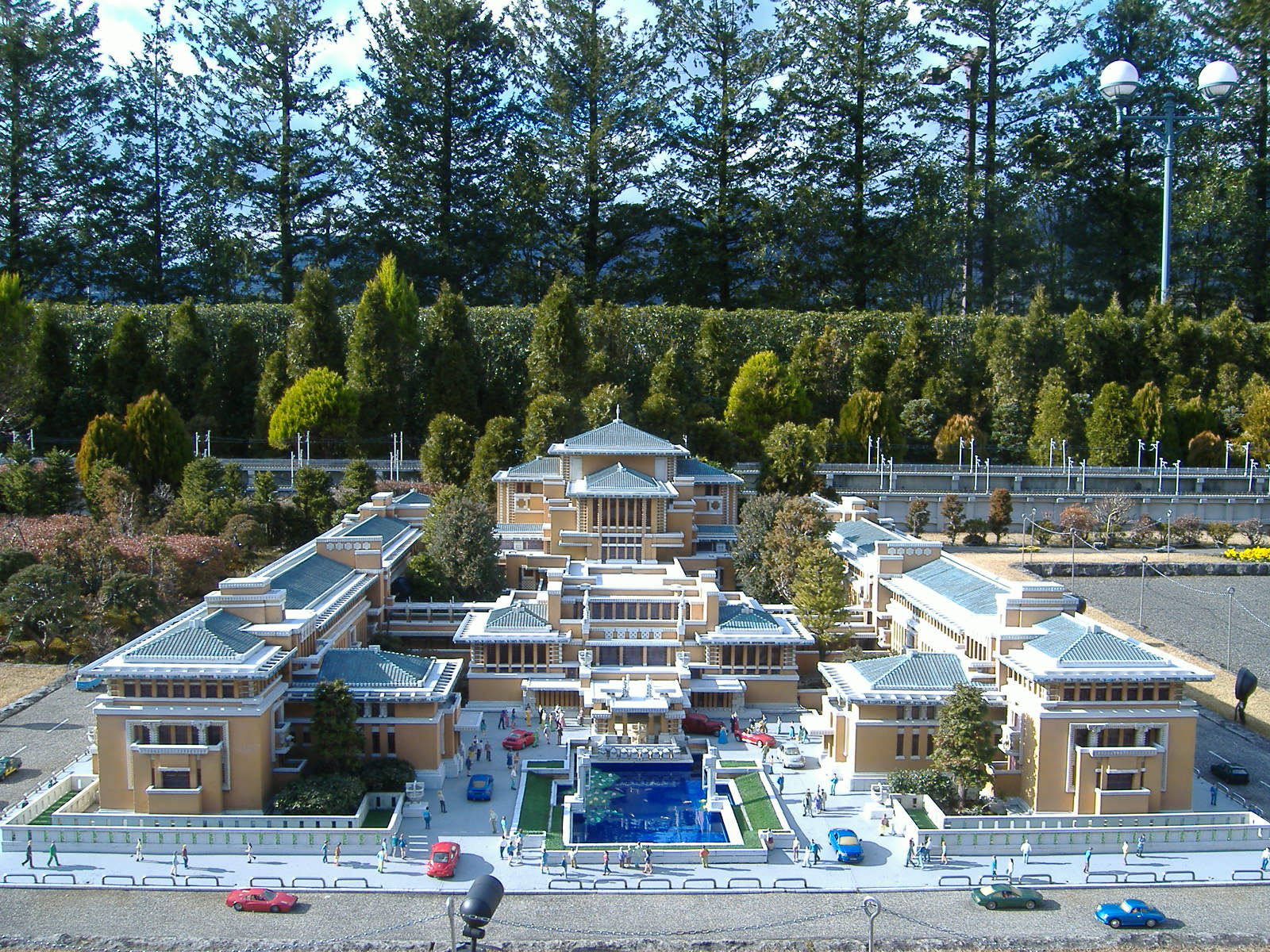
Tobu World Square han sido expuestos en la Casa de la Luz vista panorámica(miniatura,tamaño Real de la ratio de 25 min de 1)

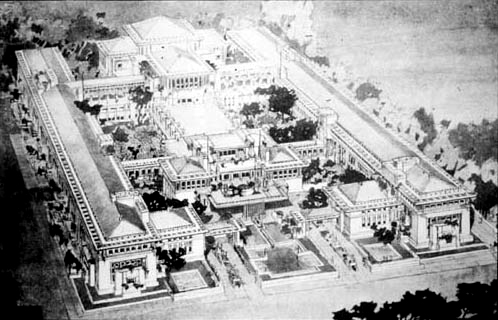
Representación de la luz
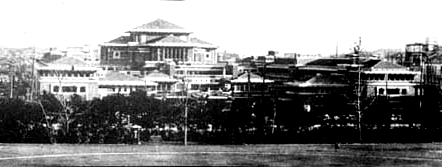
Una vista panorámica del parque Hibiya
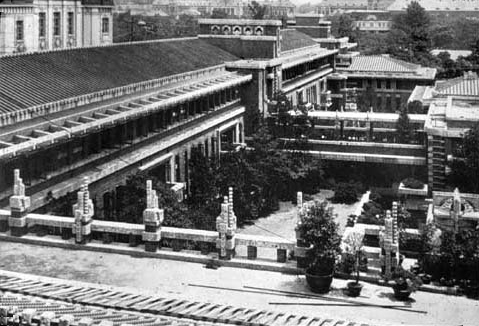
Hall de entrada y vestíbulo detrás como se ve desde el techo del ala norte
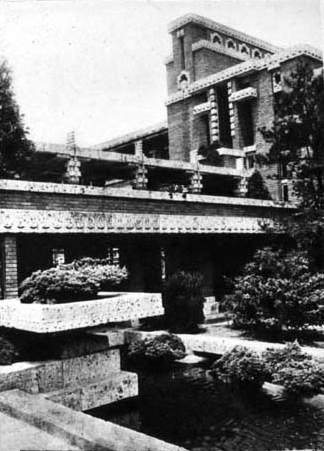
Vestíbulo visto desde el lateral
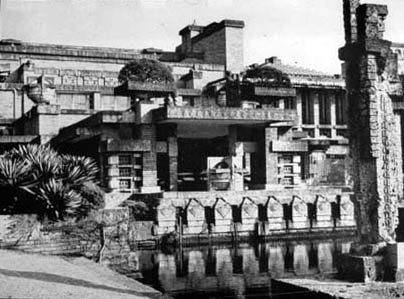
Puerta principal
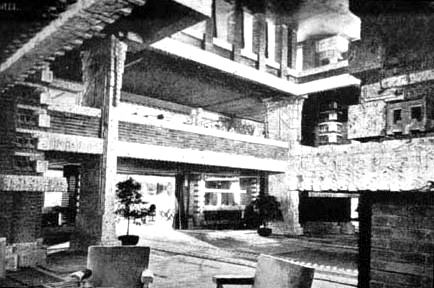
Hall de entrada
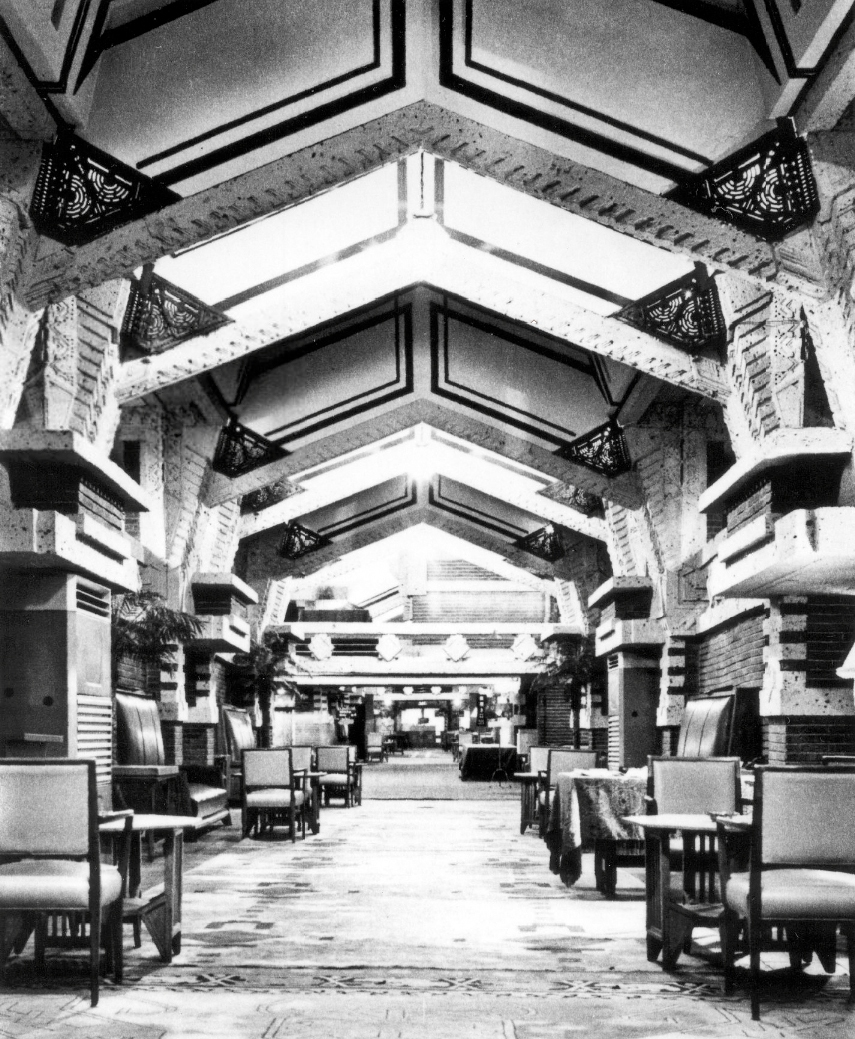
En el vestíbulo
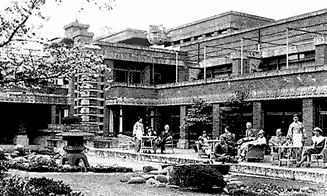
Terraza del patio
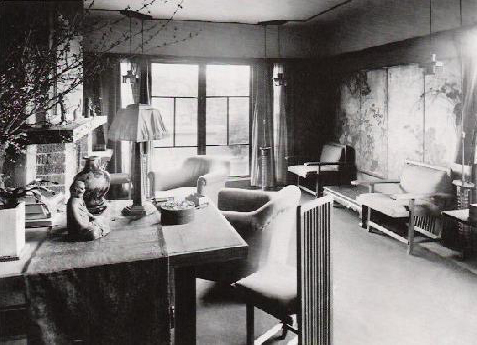
Habitación de huéspedes
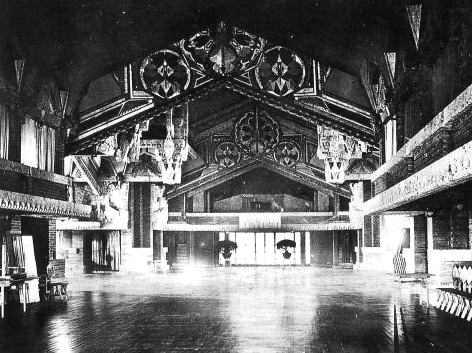
Habitación pavo real
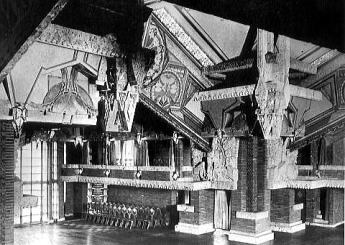
Habitación pavo real
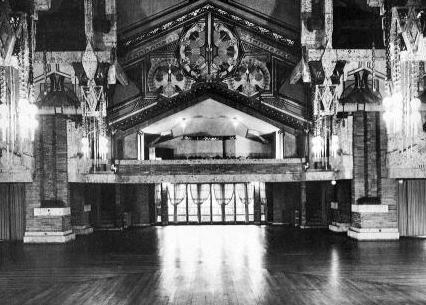
Habitación pavo real
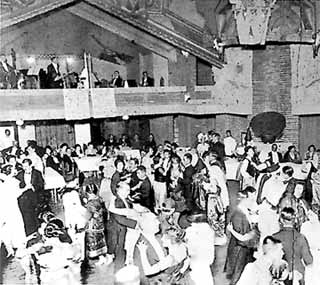
Fiesta de baile entre pavos reales (1945)
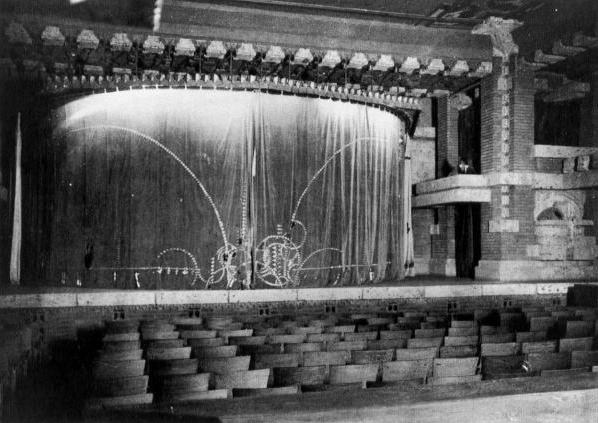
Teatro
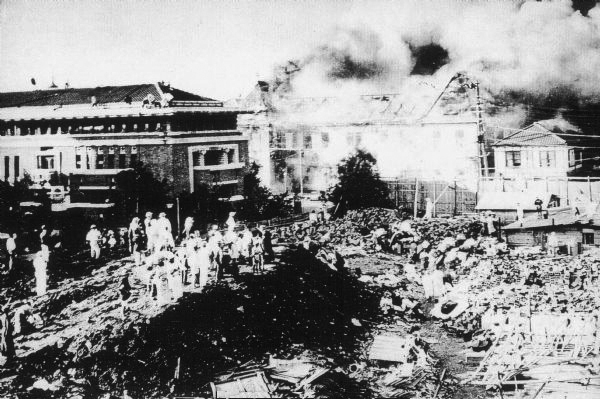
Inmediatamente después del terremoto (el de la derecha es el banco Kogyo)
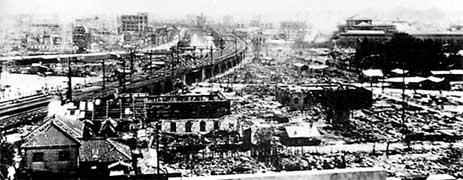
Inmediatamente después del terremoto (cerca de la estación Yurakucho, a la derecha se encuentra el Hotel Imperial)
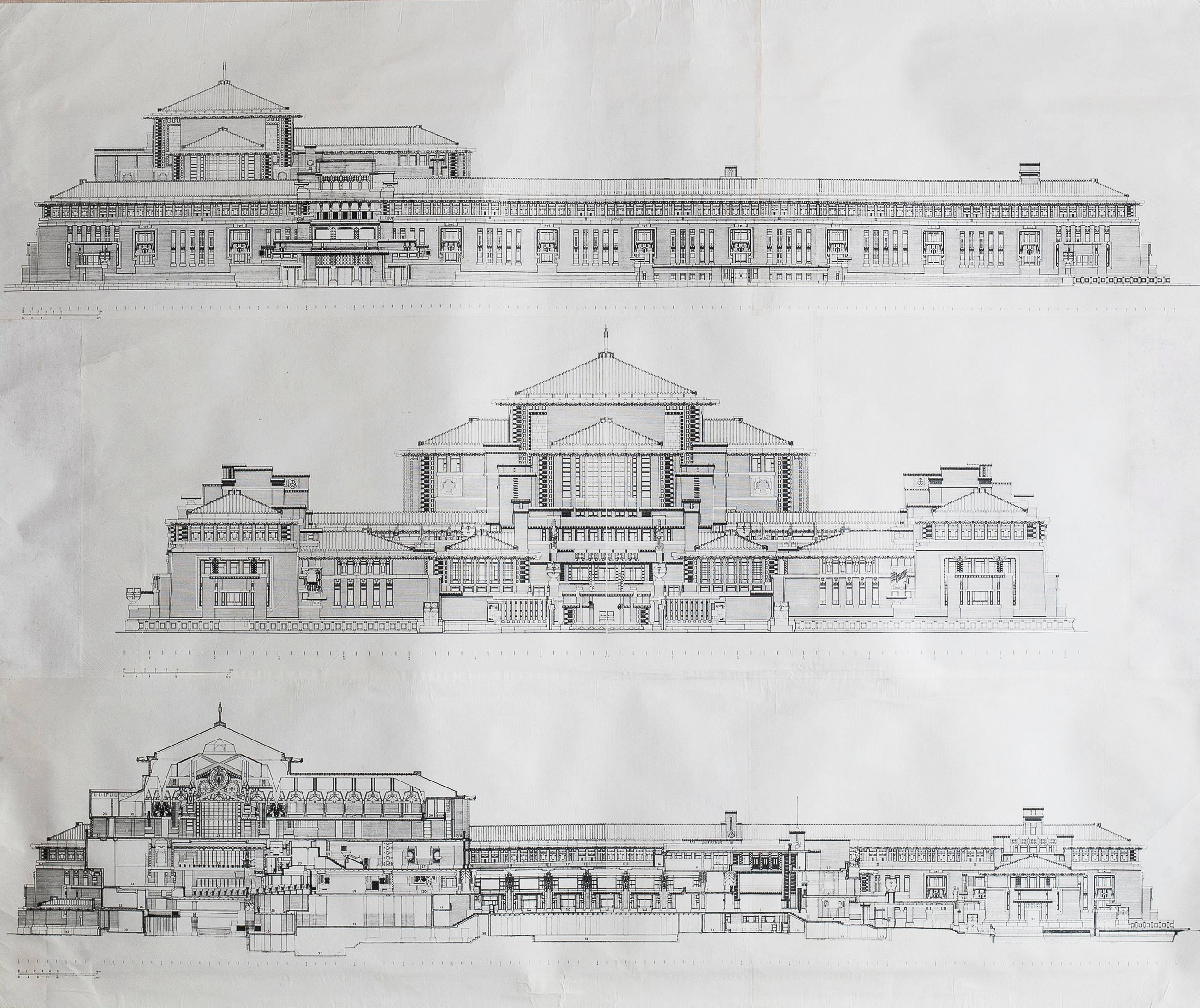
El Imperial Hotel Tokyo planea el diseño de Wright

### El primer Anexo(Anexo)
- Takahashi 貞太郎  diseño.

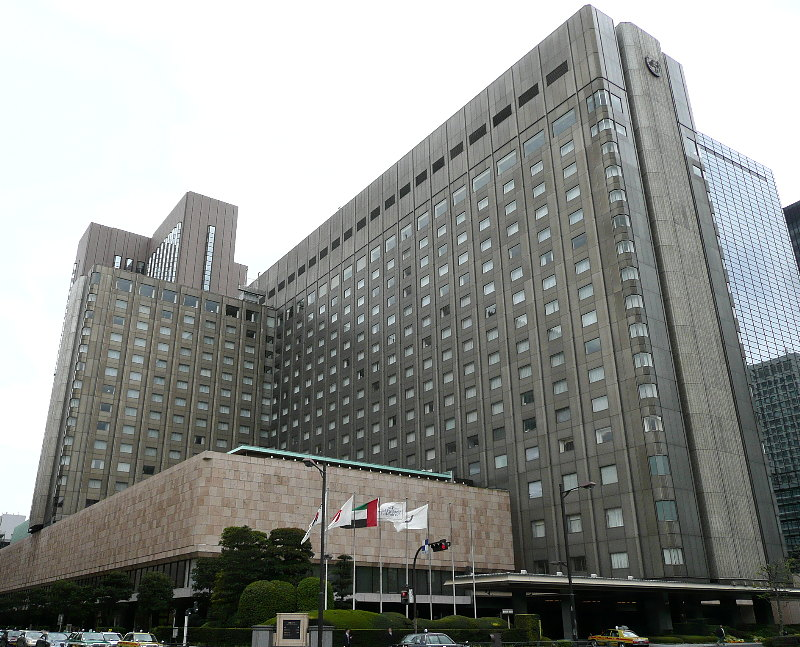
Imperial Hotel Tokyo nuevo edificio principal

- Construcción de hormigón armado, 7 ° piso sobre rasante, 2 sótano, número de habitaciones 170.
- Finalización completada en 1954 (Showa 29), desmantelada para la construcción de la Torre Imperial en 1980 (Showa 55).

### El segundo edificio de nueva construcción(edificio Este)
- Takahashi 貞太郎 diseño.
- Construcción de hormigón armado, 10 plantas sobre el suelo, 5 plantas bajo tierra, cantidad de habitaciones 450.
- Finalización completada en 1958 (Showa 33 años), desmantelada para la construcción de la Torre Imperial en 1980 (Showa era 55).

### Las principales nuevas
- Takahashi 貞太郎 diseño.
- Estructura de hormigón armado de acero, 17 ° piso sobre el suelo, 3 ° planta sótano, número de habitaciones 772.
- En 1970 (Showa 45) Inaugurado el 10 de marzo

### Imperial de la Torre (ahora el Hotel Imperial de la Torre)
- Yamashita diseño de diseño.
- Estructura de acero armado de hormigón, 31 pisos sobre el suelo (de los cuales el piso del hotel es de 12 pisos en las plantas 20 a 31), 4 sótanos y 361 habitaciones
- Construcción en lugar del primer y segundo edificio nuevo. Completado en 1983.

## Gestionado directamente hotel
- Imperial Hotel Tokyo
  - Inaugurado en 1890 (Meiji 23) 1-1-1 Uchisaiwai-cho, Chiyoda-ku, Tokio

- Kamikochi Imperial Hotel

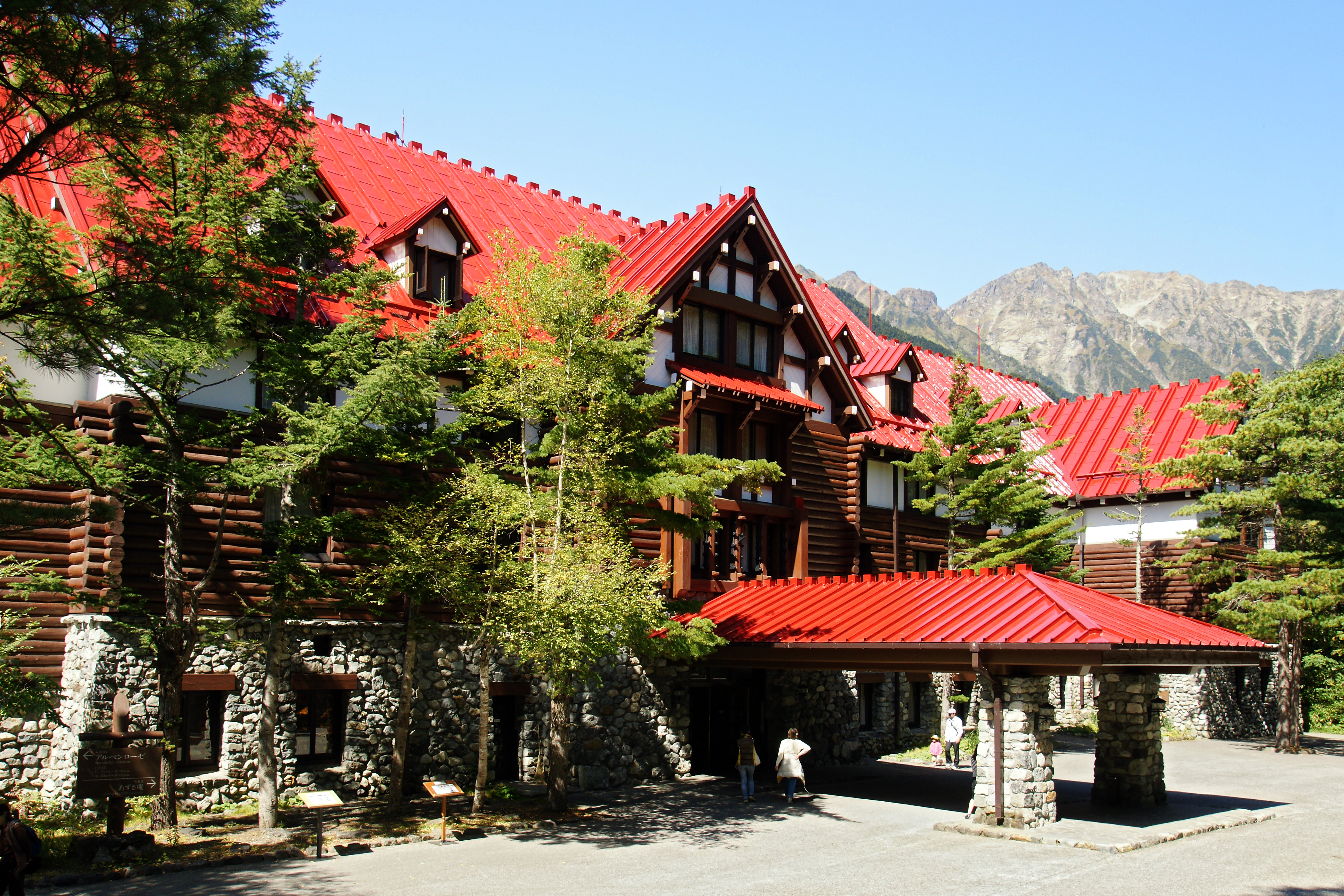
Kamikochi Imperial Hotel

  - Takahashi 貞太郎 diseño(abierto inicialmente)
  - Un armado de acero del edificio de hormigón,planta 4,número de habitaciones 75(actualmente)
  - En 1933 (Showa 8 años), abierto, en 1977 (Showa 52 años), en 1994 (Heisei 6 años) reformado
  - La Prefectura de Nagano Matsumoto ciudad 安曇・Kamikochi
  - Es un hotel resort dentro de Kamikochi conocido como un lugar pintoresco, y está abierto desde fines de abril hasta principios de noviembre de cada año. Debido a que la entrada de automóviles privados a Kamikochi está regulada, es necesario utilizar un autobús o un taxi desde el estacionamiento de Sawatari Onsen o Hirayu Onsen en el hotel (en el caso de los automóviles privados, en el caso de un tren, la estación de Matsumoto, Shinjima Autobús de la estación en general)
  - El edificio actual es,Takahashi 貞太郎 por la apertura de la apariencia original es reproducido fielmente desde el 1977 (Showa 52 años) de nueva construcción.

- Imperial Hotel Osaka

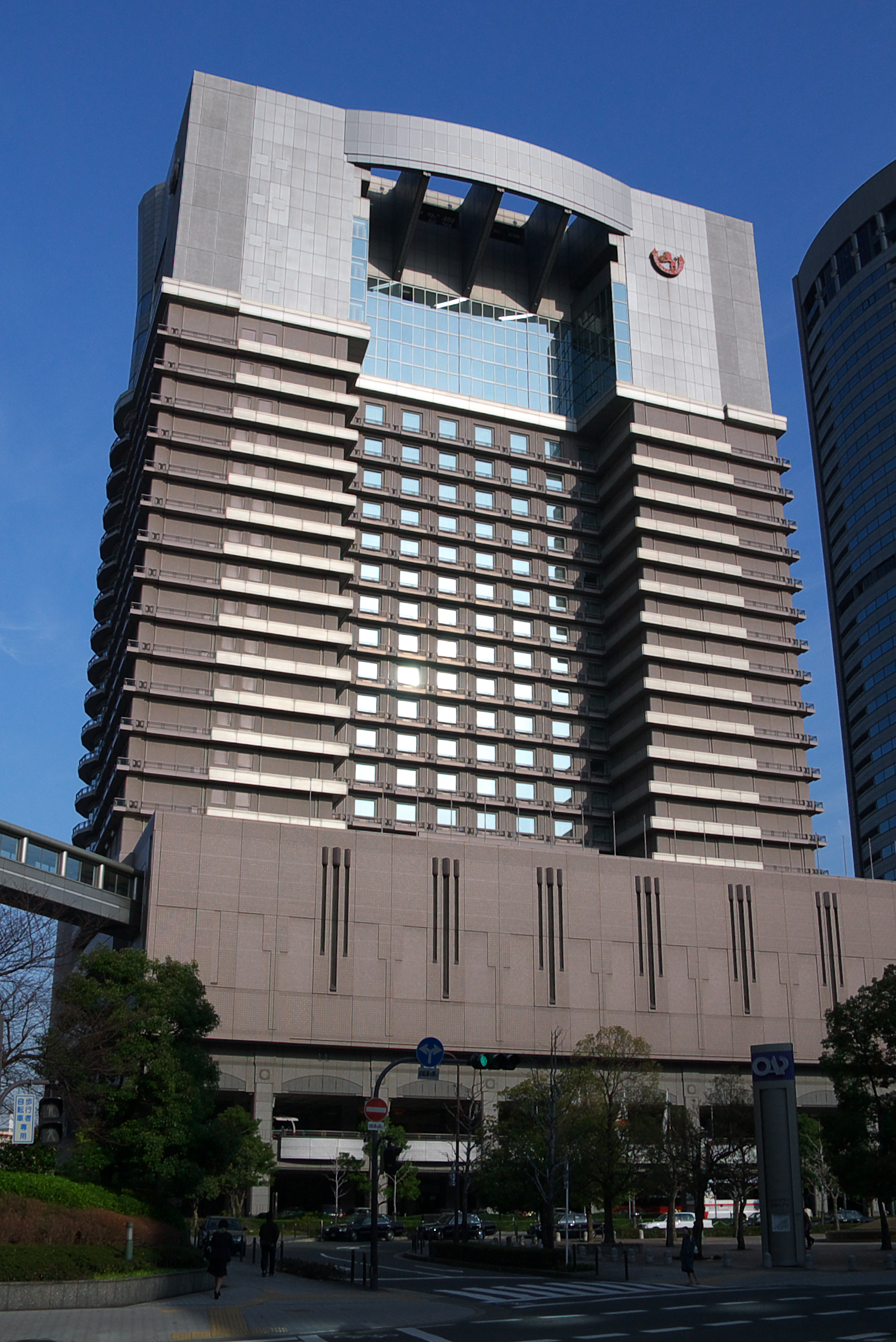
Imperial Hotel Osaka

  - Co., Ltd. Mitsubishi denominado jisho Sekkei diseño
  - Estructura de hormigón armado de hormigón armado, 24 plantas sobre el nivel del suelo, 2 plantas bajo suelo, cantidad de habitaciones 387
  - En 1996 (Heisei 8 años) abierto
  - Osaka, Kita-ku, tenmabashi
  - El viejo metal Osaka 精錬所跡 suelo de reurbanización fue complejo en el Osaka de la amenidad del Parque de las flores de cerezo, conocido como 桜之宮 Parque adyacente.Chuo-ku, Tokio Hotel de Negocios"Osaka Hotel Imperial"es irrelevante.

## Galería

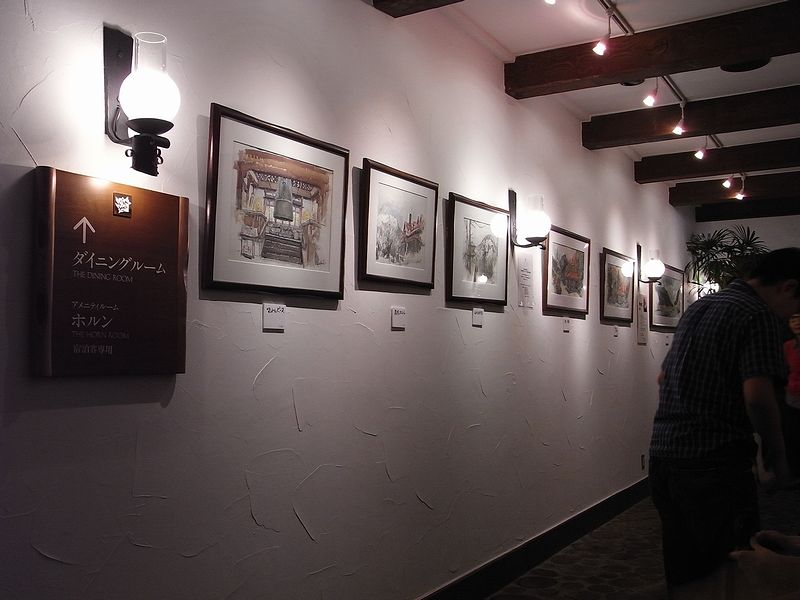
Kamikochi Hotel Imperial hall de entrada(2008 años 8 meses 4 días de rodaje)
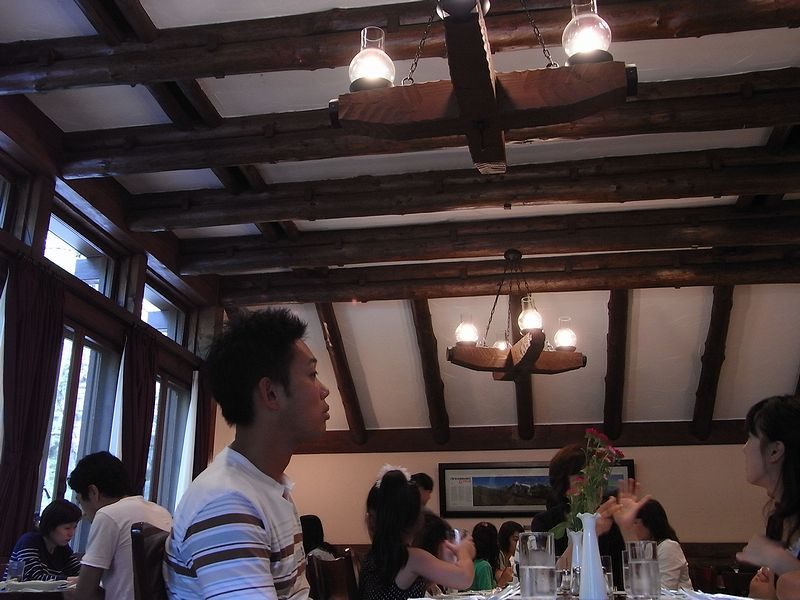
Kamikochi Imperial Hotel en el comedor principal 2008 años 8 meses 4 días de rodaje)

## Hotel Imperio De Grupo

### El crest hotel
Una filial de Imperial Hotel enterprise gestionadas por la comunidad hotel.
- El crest hotel Tachikawa.
  - En 1995 (Heisei 7 años) la apertura, en el año 2015 (Heisei 27 años) 3 meses cerrado
  - Apartamento en Tachikawa en el Oeste de Tokio.
- El crest hotel Kashiwa
  - En el año 2000 (Heisei 12) la apertura de
  - La Prefectura de Chiba, Kashiwa-Shi suehiro-Cho

### Fin de semana
Imperial Hotel Enterprise de subsidiaria brinda asistencia técnica a la división de bebidas y alojamiento. Hay una oficina de la asociación nacional de pueblos y aldeas en el piso de la oficina en el pasillo. Las partes interesadas relacionadas con los gobiernos locales pueden permanecer con una tarifa de descuento.
- Chiyoda-ku, Tokio 隼町
- En 1999 (Heisei 11 años) el 1 de enero, abierto en 2004 (Heisei 16 años) de 4 meses de renovación

## Anécdotas

### Limpieza

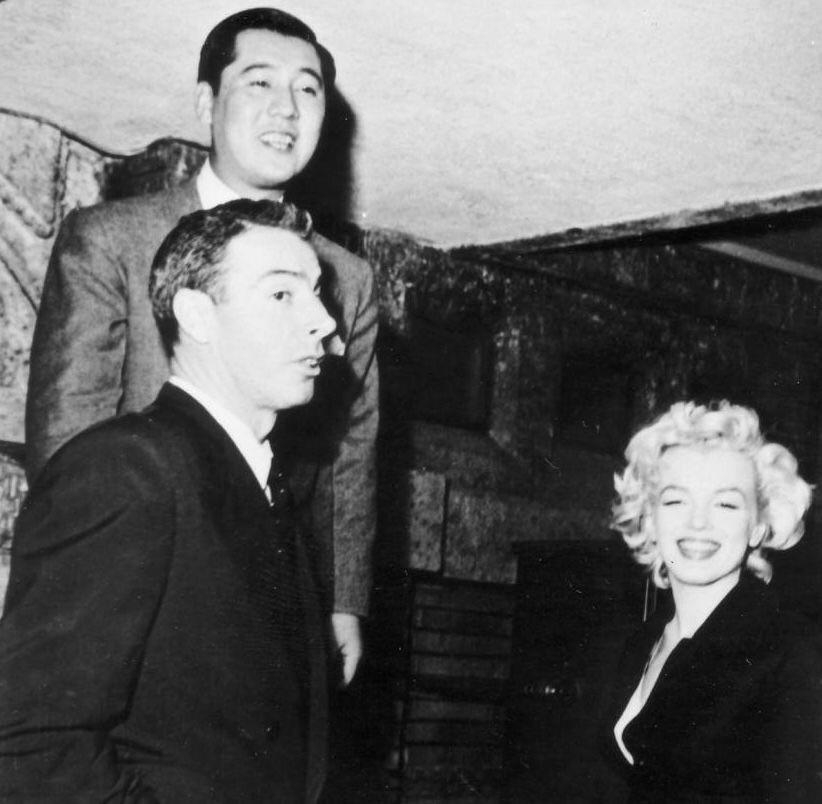
De luna de miel a los huéspedes de Joe DiMaggio (a la izquierda) con Marilyn Monroe y su esposa a la guía de 犬丸徹三 Gerente General(trasero) en 1954

Dado que el hotel fue establecido para entretener a los huéspedes extranjeros en primer lugar, el equipo de gestión ha estado tratando de fortalecer su división, pensando en primer lugar en el lavado de la ropa que había sido recogida por un crucero a largo plazo. Originalmente fue confiado a dos sub contratistas, pero en 1910 (Meiji 43) el Hotel Imperial lanzó sus instalaciones por primera vez en el salón, lavando la ropa de cama relacionada con el hotel y la ropa del huésped. El "departamento de lavandería" fue establecido.
Actualmente, Hakuyo es responsable de lavar todos los artículos usados en el hotel, incluidos los uniformes de los empleados.
El servicio de limpieza Imperial Hotel tiene una reputación. "Definitivamente vamos a dejar caer la suciedad dentro del hotel", el departamento de limpieza está captando todos los detalles de los ingredientes utilizados en el hotel. Y "Dejar el botón que se tomó desde el principio", "Limpiar después de quitar el botón de la ropa según la situación" es un servicio legendario. En el proceso de limpieza, quite los botones que puedan perderse, dañarse o alterarse por adelantado. Use la flexibilidad de acuerdo con el gusto del cliente y cosa el botón una vez que termine de planchar. Mantenemos botones en todo el mundo para adjuntar cosas que son lo más similares posible a los botones perdidos. Keanu Reeves que quedó profundamente impresionado con esto fue improvisado en la película "JM" en una palabra: "Quiero ponerme camisas para limpiar, preferiblemente en el Hotel Imperial de Tokio".
Incluso ahora los huéspedes han llegado en avión y no hay forma de recoger la ropa en el camino, incluso los clientes que han decidido quedarse en el Imperial Hotel guardan la ropa a propósito y la llevan al hotel por más de un mes.
Tenga en cuenta que la limpieza realizada por Imperial Hotel está limitada a los huéspedes y no es posible usar solo los servicios de limpieza de terceros.

### Viking
El Hotel Imperial presentó por primera vez comidas estilo bufete en Japón.
En 1957 (Showa 32), la cocina que Toruzo Inukaru de la época experimentó en Escandinavia, una tabla de gas de smog es una pista. Inukami confirmó que "esto puede continuar" en el contenido, instruyó a Murakami Nobuo, que se está entrenando en el hotel Ritz en París en ese momento y se convierte en el undécimo chef general del Hotel Imperial, más adelante en la investigación sobre el contenido del plato. Por otro lado, debido a que su nombre era muy difícil de decir y desconocido, presentamos un nuevo nombre en la empresa. Como resultado, la idea de "Viking en el norte de Europa" y la impresionante escena de comida en la película "Viking" (1958), que fue proyectada en la película Hibiya por el Imperial Hotel en ese momento, fue impresionante Decidimos llamar "Viking" y abrimos "Viking Restaurant" en 1958 (Showa 33). Este restaurante fue muy popular y Viking se convirtió en sinónimo del restaurante bufet. Vive en el piso 17 del nuevo edificio principal bajo el nombre de "Imperial Viking Saar".
Traductor de Google para empresas:Google Translator ToolkitTraductor de sitios web

### Ingredientes de la suplantación de mostrar
En octubre de 2013, en el pasado en Imperial Hotel Tokyo e Imperial Hotel Osaka, mientras se marcaba el jugo de naranja listo para usar como "jugo fresco", de hecho era que estaba ofreciendo jugo congelado a los clientes. Resultó. Este jugo fue exprimido y congelado en los Estados Unidos, comprado a importadores, descongelado en el hotel y provisto. Sin embargo, con el hecho de que el fabricante estadounidense cortó la producción de jugo, resultó vender frutas crudas dentro del hotel y luego ofrecerlas como "jugo de naranja fresco". De acuerdo con la Ley JAS "Criterios de etiquetado de la calidad de las bebidas de frutas", se estipula que los mayoristas y los fabricantes no deben utilizar la palabra "fresco" para los jugos procesados. El Hotel Imperial dijo: "No tengo intención de disfrazar, ni nada de lo que pensé acerca de ganar dinero con eso". 
| Período de        | Cómo hacer publicidad               | Nombre para mostrar    | Precio      |
| ----------------- | ----------------------------------- | ---------------------- | ----------- |
| Desconocido〜2006 | Jugo congelado de la descongelación | Dulce jugo             | 900 yenes   |
| 2006〜presente    | Exprimido                           | Fresco jugo de naranja | 1,200 yenes |